# 남선초등학교 (대전)
남선초등학교는 대한민국 대전광역시 유성구에 있는 공립 초등학교이다.

## 학교 연혁
- 1941년 4월 26일 진잠남선공립국민학교로 개교
- 1946년 9월 1일 남선공립국민학교로 교명 변경
- 1950년 6월 1일 남선국민학교로 개칭
- 1984년 9월 1일 방성국민학교 남선분교로 격하
- 1985년 3월 1일 현 위치로 교사 이전
- 1985년 3월 1일 남선국민학교로 재승격
- 1985년 3월 10일 병설유치원 개원(1학급)
- 1996년 3월 1일 남선초등학교로 개칭
- 2012년 3월 1일 예술꽃 씨앗학교(한국문화예술교육진흥원 지정 4년)
- 2014년 2월 14일 제68회 졸업(누계 2,899명)
- 2014년 3월 1일 초등학교 6학급, 병설 유치원 1학급 편성
- 2015년 2월 13일 제69회 졸업(누계 2,908명)
- 2015년 3월 1일 초등학교 6학급, 병설유치원 1학급 편성

## 참고 자료
- 남선초등학교 - 한국교육학술정보원 학교알리미